# Клишин, Алексей Александрович
Алексей Александрович Клишин (род. 13 августа 1957, Корсаков, Сахалинская область) — российский политик, член Совета Федерации (2004-2009).

## Биография
1990—1993 гг. — член Центральной избирательной комиссии, член Высшего экономического Совета Верховного Совета РФ;

### Политическая карьера
В 2004 году — представитель от правительства Кировской области в Совете Федерации ФС РФ. Первый заместитель председателя Комитета Совета Федерации по правовым и судебным вопросам. Член Комиссии Совета Федерации по взаимодействию со Счетной палатой Российской Федерации. Член Комиссии Совета Федерации по естественным монополиям.